# Лимит ничьих
Лими́т ничьи́х — административная мера, введённая Федерацией футбола СССР в союзном чемпионате для борьбы с договорными матчами, а также для повышения зрелищности и бескомпромиссности первенства страны. Лимит ничьих действовал в 1978—1988 годах.

## История и сущность лимита
Суть лимита ничьих заключалась в том, что за ничейные результаты матчей сверх установленного лимита очки командам не начислялись. Например, при установленном Федерацией лимите ничьих в 10 матчей в том или ином первенстве очки командам начислялись лишь за первые 10 ничьих в чемпионате, а за последующие — не начислялись.
Предпосылками для введения лимита ничьих послужили такие явления, как «наукизация» футбола, поиск различных «методик», позволивших бы побеждать строго расчётливо, без риска. Особенно это явление набрало силу в отечественном футболе в 1970-х годах. Появилась целая плеяда тренеров, стремившихся строить игру своих команд «наукообразно», футбол крепко захватили прагматизм и расчёт. Учёные от футбола подсчитали, что для завоевания первого места в круговом турнире достаточно, как правило, набрать 75 % очков: этот результат складывался, например, если выиграть все домашние поединки и свести вничью гостевые. Отсюда изобретаются две модели стратегии игры: выездная и домашняя. В связи с этим процент ничьих в чемпионатах постепенно стал расти, и в первенстве 1977 года вырос до 44,6 %. Впервые заговорили о договорных матчах, и в 1978 году в целях борьбы с договорными играми ввели лимит на ничьи, которых могло быть 8 (а затем 10) за один турнир. Сперва казалось, что данное решение пошло на пользу, и в следующем чемпионате процент ничьих упал, но проблема договорных матчей оставалась, по сути, нерешённой.
Лимит ничьих действовал в чемпионате СССР в 1978—1988 годах на протяжении 11 первенств. В 1978 году лимит ничьих был установлен в количестве 8 матчей (при 16 участниках высшей лиги). В дальнейшем один раз поменялся сам лимит (доведён до 10 матчей) и три раза изменилось удельное соотношение количества ничейных матчей по лимиту от общего количества матчей в первенстве, что видно из нижеприведённой таблицы:
| Год  | Лимит | Кол-во участников | Процент «дозволенных» ничьих от общего кол-ва матчей |
| 1978 | 8     | 16                | 26,66                                                |
| 1979 | 8     | 18                | 23,53                                                |
| 1980 | 10    | 18                | 29,41                                                |
| 1981 | 10    | 18                | 29,41                                                |
| 1982 | 10    | 18                | 29,41                                                |
| 1983 | 10    | 18                | 29,41                                                |
| 1984 | 10    | 18                | 29,41                                                |
| 1985 | 10    | 18                | 29,41                                                |
| 1986 | 10    | 16                | 33,33                                                |
| 1987 | 10    | 16                | 33,33                                                |
| 1988 | 10    | 16                | 33,33                                                |

В первой лиге чемпионата СССР был свой лимит, так как количество участников в эти годы (сначала 24, потом 22) и, соответственно, количество матчей в первенстве были другими. Он был введён на год позже, чем в высшей лиге, и составлял 12 ничьих.
Оценки данного нововведения порой были неоднозначными. Одни специалисты считали, что лимит ничьих, действительно, полезен и позволил значительно повысить уровень зрелищности чемпионата страны. Другие им возражали, говоря, что введение лимита ничьих — это неразумная мера, что бороться с ничьими надо другими способами. В подтверждение своих аргументов они приводили примеры искажений спортивных результатов турниров, когда из-за лимита ничьих перекраивалась первая тройка победителей, команды не выходили в еврокубки или были вынуждены покинуть высшую лигу (то есть, при подсчёте очков традиционным способом, без лимита ничьих, расстановка команд часто получается другой). Среди сомневающихся в правильности введения лимита были, например, такие известные в футболе люди, как Лев Яшин, Константин Бесков.
Рекордным случаем потери очков из-за превышения лимита ничьих в одном сезоне стал случай с командой СКА (Ростов-на-Дону) в чемпионате 1979 года, которая недосчиталась шести очков. Ну а на протяжении всех сезонов высшей лиги (с 1978 по 1988 годы) больше всех от лимита пострадало московское «Торпедо», которое в указанный период в общей сложности 15 раз сыграло вничью, не получив за это очков (4 раза в 1981 году, 3 раза в 1978, по 2 раза в 1982 и 1987 и по одному разу в 1979, 1980, 1983 и 1986). 
Начиная с чемпионата страны 1989 года, лимит ничьих был отменён. Косвенно правоту противников лимита ничьих подтвердило то, что в этом году вовсе не произошло резкого увеличения количества ничейных матчей.
Существовало исключение, когда с той или иной команды не снимались очки в случае «сверхлимитного» ничейного результата. Это было в случае, если на время матча не менее двух игроков данной команды было призвано в ряды сборной СССР для международных матчей. В этом случае за сыгранную «сверхлимитную» ничью команде начислялось, как и обычно, одно очко.
Есть мнение, что лимит на ничьи потерял актуальность после введения правила трёх очков за победу, которое впервые было введено в Англии в 1981 году. В России правило трёх очков за победу было введено в 1995 году. 